# Consonne affriquée vélaire sourde
La consonne affriquée vélaire sourde est un son consonantique rare, présent dans quelques langues. Son symbole dans l’alphabet phonétique international est [k͡x].

## Caractéristiques
Voici les caractéristiques de la consonne fricative vélaire sourde :
- Son mode d'articulation est affriqué, ce qui signifie qu’elle est produite en empêchant d'abord l'air de passer (phase occlusive), puis le relâchant à travers une voie étroite, causant de la turbulence (phase constrictive.
- Son point d'articulation est vélaire, ce qui signifie qu'elle est articulée sur la partie antérieure de la langue (le dorsum) contre le palais mou (ou velum).
- Sa phonation est sourde, ce qui signifie qu'elle est produite sans la vibration des cordes vocales.
- C'est une consonne orale, ce qui signifie que l'air ne s’échappe que par la bouche.
- C'est une consonne centrale, ce qui signifie qu’elle est produite en laissant l'air passer au-dessus du milieu de la langue, plutôt que par les côtés.
- Son mécanisme de courant d'air est égressif pulmonaire, ce qui signifie qu'elle est articulée en poussant l'air par les poumons et à travers le chenal vocatoire, plutôt que par la glotte ou la bouche.

## Symboles de l'API
Son symbole complet dans l'alphabet phonétique international est k͡x, représentant un K minuscule dans l'alphabet latin, suivi d'un X minuscule, reliés par un tirant. Le tirant est souvent omis quand cela ne crée pas d'ambiguïté. Une alternative est de mettre le X en exposant, pour indiquer le relâchement fricatif de l'affriquée.
| k͡x               | kx                            | kˣ                   |
| Symbole complet. | Forme simplifiée sans tirant. | Forme avec exposant. |

## En français
Le français ne possède pas le [k͡x].

## Autres langues
- Parmi les dialectes de l'allemand, le bavarois du Tyrol possède cette consonne, issue de la seconde mutation consonantique du /k/ du germanique commun. Le haut-alémanique et l'alémanique supérieur sont partiellement dans ce cas aussi, mais l'affriquée s'y est souvent simplifiée en une simple consonne fricative vélaire sourde /x/. À la place de cette affriquée, les autres dialectes de l'allemand ont conservé le /k/[1].
- Le navajo possède une série de consonnes aspirées, parmi lesquelles l'aspirée correspondant à /kʰ/ est en fait réalisée phonétiquement comme l'affriquée [k͡x][2].
- Le lakota emploie [k͡x] comme allophone de l'aspirée /kʰ/ devant les voyelles autres que /e/[3].